# مصطفى أبو هنود
مصطفى أبو هنود (1965) ممثل أردني.

## عن حياته
حاصل شهادة البكالوريوس في المسرح من دمشق. عضو نقابة (رابطة) الفنانين الأردنيين. شارك في العديد من مسرحيات المسرح الشعبي منها: «خيار كردبيك»، «هناك على الشاطئ الآخر»، كما أخرج للمسرح الشعبي مسرحية «الوقت الضائع»، ثم شارك في عدد من مسرحيات مهرجان المسرح الأردني، ومهرجان فيلادلفيا المسرحي فقدم «مغامرة راس المملوك جابر»، ومثّلَ في «يوميات مجنون»، و«أثاث قديم».

## أعماله

### في المسلسلات
- الحسن والحسين
- بيارق العربا (بدوي)
- صدق وعده
- أبو جعفر المنصور
- تل الصوان

### في الدوبلاج
- الكابتن ماجد
- حماة الكواكب
- جوهرة القصر

## روابط خارجية
- مصطفى أبو هنود على موقع قاعدة بيانات الأفلام العربية